# Правила виноробів (фільм)
«Правила виноробів» (англ. The Cider House Rules) — фільм режисера Лассе Гальстрема 1999 року за однойменним романом Джона Ірвінга 1985 року . Фільм розповідає про Гомера Веллса, який живе в сиротинці часів Другої світової війни в штаті Мен, яким керує лікар, що навчає його на акушера-гінеколога, і про його подорож після випуску з сиротинця. У фільмі знялися Тобі Магуайр, Шарліз Терон, Делрой Ліндо, Пол Радд, Майкл Кейн, Джейн Александер, Кеті Бейкер, Кіран Калкін, Хеві Ді, Кейт Нелліган та Еріка Баду.
Фільм був продюсований компаніями Miramax Films та FilmColony, а його світова прем'єра відбулася на 56-му Венеційському міжнародному кінофестивалі. Обмежений прокат фільму відбувся 10 грудня 1999 року компанією Miramax Films у Сполучених Штатах, а широкий прокат — 7 січня 2000 року. У перші вихідні фільм зібрав 110 098 доларів, а по всьому світу — 88,5 мільйонів доларів при бюджеті в 24 мільйони доларів. Фільм отримав позитивні відгуки та має 71% рейтинг схвалення на Rotten Tomatoes.
Фільм отримав дві премії «Оскар»: Ірвінг отримав премію «Оскар» за найкращий адаптований сценарій, а Майкл Кейн отримав свою другу премію «Оскар» за найкращу чоловічу роль другого плану. Він був номінований на премію «Оскар» за найкращий фільм, а також отримав ще чотири номінації на 72-й церемонії вручення премії «Оскар». Ірвінг задокументував свою участь у екранізації роману у своїй книзі «Мій кінобізнес».

## Сюжет
Гомер Веллс виростає в Сент-Клаудс, дитячому будинку штату Мен, яким керує отець доктор Вілбур Ларч. Гомера двічі повертали до Сент-Клаудс прийомні батьки. Перша сім'я вважала Гомера занадто тихим (оскільки діти з дитячих будинків швидко розуміють, що плакати безглуздо). Друга била його. Доктор Ларч залежний від ефіру і таємно робить аборти. Умови в дитячому будинку жалюгідні, але діти мають любов і повагу, і вони як одна велика родина. Старші діти, такі як Бастер, піклуються про молодших дітей, і особливо піклуються про тих, хто хворіє, включаючи Фаззі Стоуна, який народився передчасно від матері-алкоголічки. Фаззі страждає на респіраторні захворювання і тому проводить більшу частину часу під пластиковим наметом, що вентилюється за допомогою дихального апарату. Щоночі перед сном доктор Ларч каже дітям: «На добраніч, принци Мену! Королі Нової Англії!» як підбадьорення і своєрідне благословення.
Гомер, найстарший із сиріт, дуже розумний, готовий допомогти та врівноважений, тому Ларч навчає його акушерству та абортам як учень, незважаючи на те, що Гомер ніколи не навчався у середній школі. Гомер не схвалює аборти, і хоча Ларч навчав його, Гомер відмовляється їх робити. Через кілька років Гомер стає дуже вправним та впевненим у виконанні акушерських обов'язків. Ларч хоче, щоб Гомер взяв на себе його обов'язки після того, як Ларч піде на пенсію, але Гомер вважає це неможливим, оскільки йому бракує формальної медичної освіти, і він хоче побачити зовнішній світ за межами дитячого будинку. Доктор Ларч робить аборт Кенді Кендалл, яка прийшла до клініки зі своїм хлопцем, Воллі Вортінгтоном, щоб зробити аборт. Воллі — пілот у відпустці зі служби. Мати Воллі, Олів, володіє яблуневим садом родини Вортінгтонів, де Гомер оселяється як робітник. Він живе у маєтку Вортінгтон у Сідер-Хаусі, ночівлі. Воллі повертається до Другої світової війни. Гомер звільнений від цього, оскільки доктор Ларч діагностував у нього хворобу серця.
Поки Воллі відсутній, Кенді починає фліртувати з Гомером, і у них зав'язується роман. Гомер збирає яблука з командою мігрантів Артура Роуза, яких Вортінгтони сезонно наймають у саду. Список правил для його мешканців вивішено в Сидровому домі, але оскільки мігранти неписьменні, вони ніколи не знали, які ці правила. Коли Гомер читає їм список, робітники помічають, що правила були встановлені без згоди мешканців людьми, які там не живуть і не поділяють їхніх проблем. Отже, вони відчувають, що можуть ігнорувати правила. Гомер і Кенді стають набагато ближчими під час збору врожаю та проводять більше часу разом, поки Воллі воює в Бірмі.
У Сент-Клаудс Фаззі Стоун помирає від хвороби, дивлячись приватний показ фільму «Кінг-Конг» з доктором Ларчем. Ларч, Бастер та персонал приховують смерть Фаззі від інших сиріт, кажучи їм, що Фаззі був усиновлений. Незважаючи на це, втрата сильно вражає всіх, а найбільше Ларча.
Після того, як Артур та його команда повертаються до саду наступного сезону, Гомер виявляє, що Роуз, дочка Артура, вагітна. Кенді дізнається, що батьком дитини є Артур. Гомер вирішує зробити аборт за допомогою Артура. Через кілька днів Роуз намагається втекти. Коли Артур намагається попрощатися з нею, вона завдає йому удару ножем і тікає. Потім він погіршує травму і, як останнє прохання, просить Гомера та іншого працівника сказати поліції, що його смерть була самогубством.
Воллі повертається з Бірми паралізованим. Хоча Кенді любить Гомера, вона вирішує піклуватися про Воллі. Відразу після цього Гомер дізнається, що доктор Ларч помер від випадкового передозування ефіром. Гомер вирішує, що він найбільше потрібен у дитячому будинку. Коли він повертається, його радісно зустрічають і діти, і персонал. Він дізнається, що Ларч не лише підробив медичну карту Гомера, щоб не допустити його до війни, але й підробив дипломи коледжу та використав зворотну психологію, щоб переконати раду дитячого будинку призначити Гомера наступним директором. Гомер виконує батьківську роль, яку раніше виконував Ларч для дітей дитячого будинку, кажучи їм: «На добраніч, принци Мену! Королі Нової Англії!»

## У ролях
- Тобі Магвайр — Гомер Веллс
- Шарліз Терон — Кенді Кендалл
- Делрой Ліндо — містер Роуз
- Пол Радд — Веллі Вортінгтон
- Майкл Кейн — лікар Вілбур Ларч
- Джейн Александер — медсестра Една
- Кеті Бейкер — медсестра Анжела
- Еріка Баду — Роуз Роуз
- Кіран Калкін — Бастер
- Кейт Нелліган — Олів Вортінгтон
- Дж. К. Сіммонс — Рей Кендалл

## Виробництво
Вперше було оголошено, що екранізація роману «Правила сидрового дому» Джона Ірвінга буде знята на студії Beacon Pictures, а режисером виступить Філіп Борсос, а зірка фільму — Метью Бродерік. У січні 1997 року було оголошено, що FimColony придбала права на роман і перебуває в процесі його екранізації. У лютому 1997 року фільм, зйомки якого проходили на студії Miramax, як повідомлялося, просувається, і режисер Майкл Вінтерботтом та Ітан Хоук ведуть переговори щодо участі в головних ролях. Пізніше того ж місяця повідомлялося, що Біллі Крадап вів переговори щодо участі в головній ролі. До квітня 1998 року Вінтерботтом покинув проєкт, і Miramax підписав контракт з Лассе Халльстрьомом як режисером. Наступного місяця, як повідомляється, Леонардо ДіКапріо розглядав можливість участі у фільмі в головній ролі. До серпня того ж року Тобі Магвайр був підписаний контракт на роль зіркового актора фільму.

## Сприйняття
На Rotten Tomatoes фільм має рейтинг схвалення 71%, заснований на 112 відгуках із середнім рейтингом 6,6/10. Критичний консенсус веб-сайту гласить: «Зворушлива драма «Правила сидрового дому» походить від чудової акторської гри, чудових візуальних ефектів та старомодного відчуття».[5] Він також має середньозважений рейтинг 75 зі 100 на Metacritic, заснований на 32 критиках, що вказує на «загалом схвальні відгуки».[14]
Леонард Малтін присвоїв фільму рідкісну чотиризіркову оцінку. Натомість Роджер Еберт з Chicago Sun-Times присвоїв йому лише дві зірки, заявивши, що фільм «часто захоплює або чарівний своїми частинами. Гра Майкла Кейна — одна з його найкращих, а Шарліз Терон — мила та безпосередня в ролі дівчини... Історія торкається багатьох тем, затримується на деяких з них, рухається далі і нікуди не приходить».[15]

## Сертифікат
У Сполучених Штатах фільм отримав сертифікат PG-13 від Американської кіноасоціації (MPAA), а у Великій Британії – сертифікат 12 від Британської ради з класифікації фільмів (BBFC), що означало, що його міг переглянути будь-хто віком від 12 років. Однак в Ірландії фільм отримав найсуворіший можливий рейтинг – 18. За словами ірландського кіноцензора Шеймуса Сміта, це сталося через теми абортів, інцесту та наркотиків.[16] На той час в Ірландії діяла конституційна заборона на аборти, яку було скасовано лише після референдуму 2018 року.

## Нагороди
Фільм номінувався на премію «Оскар» в 2000 року в семи номінаціях («Найкращий фільм року», «Найкращий режисер», «Найкраща чоловіча роль другого плану», «Найкраща музика до кінофільму», «Найкращий адаптований сценарій», «Найкращий монтаж», «Найкраща робота художника»). У підсумку здобув дві премії:
- Найкращу чоловічу роль другого плану — Майкл Кейн
- Найкращий адаптований сценарій — Джон Ірвінг